# Алерива, Олувасен
Олувасен Олуватосин «Тосин» Алерива (англ. Oluwaseun Oluwatosin Aleriwa; 6 января 1990) — нигерийский футболист, нападающий клуба «Мурас Юнайтед».

## Биография
С начала 2010-х годов выступает в Кыргызстане. В 2010 году был в заявке аутсайдера высшей лиги «Кара-Балта». Сезон 2011 года начал в составе другого аутсайдера, «Иссык-Куля», но в ходе сезона вернулся в «Кара-Балту», выступавшую теперь в первой лиге. В 2012—2013 годах играл за команду первой лиги «Талас», в том числе в 2013 году занял третье место в споре бомбардиров первой лиги, забив 18 голов. В 2014 году снова играл за «Кара-Балту», с которой стал абсолютным победителем первой лиги, выиграв зональный турнир северной зоны и плей-офф, а в споре бомбардиров северной зоны занял четвёртое место с 8 голами.
Сезон 2015 года начал в составе аутсайдера высшей лиги «Кей Джи Юнайтед», но в ходе сезона перешёл в более сильный клуб «Абдыш-Ата». В составе кантского клуба становился бронзовым (2015) и серебряным (2017) призёром чемпионата Кыргызстана. Дважды входил в топ-5 спора бомбардиров национального чемпионата — в 2016 году забил 8 голов, а в 2017 году — 7 голов. Обладатель Кубка Кыргызстана 2015 года.

## Достижения
- Обладатель Кубка Кыргызстана: 2023